# Paraparchites
Paraparchites is een geslacht van uitgestorven kreeftachtigen uit de klasse van de Ostracoda (mosselkreeftjes).

## Soorten
- Paraparchites anxianensis Xie, 1989 †
- Paraparchites aporrectus Zanina, 1971 †
- Paraparchites arcuatus (M'Coy, 1844) Bassler & Kellett, 1934 †
- Paraparchites ardmorensiformis Gusseva, 1986 †
- Paraparchites ardmorensis Bradfield, 1935 †
- Paraparchites armstrongianus (Jones & Kirkby, 1886) Latham, 1932 †
- Paraparchites asymmetricus Stover, 1956 †
- Paraparchites bimammatus Delo, 1930 †
- Paraparchites borealis Buschmina, 1970 †
- Paraparchites bouceki Pribyl & Snajdri, 1951 †
- Paraparchites brevis Glebovskaja & Zaspelova, 1959 †
- Paraparchites buregiensis Glebovskaja & Zaspelova, 1959 †
- Paraparchites burkemis Marti Nova, 1986 †
- Paraparchites cantelii Bless, 1967 †
- Paraparchites carbonarius (Hall, 1856) Geis, 1932 †
- Paraparchites complanatus Gusseva, 1986 †
- Paraparchites complanatus Sun (Quan-Ying), 1984 †
- Paraparchites copis Glebovskaja & Zaspelova, 1959 †
- Paraparchites cyclopeus (Girty, 1910) Cooper, 1941 †
- Paraparchites cyclopeus (Girty, 1910) Sohn, 1969 †
- Paraparchites dedaleus (Rozhdestvenskaya, 1959) McGill, 1968 †
- Paraparchites deflectus Zhang (li-jun), 1987 †
- Paraparchites delicatus Kotschetkova, 1972 †
- Paraparchites devonicus (Pribyl, 1955) Willey, 1970 †
- Paraparchites dewalquei (Jones & Kirkby, 1893) Bassler & Kellett, 1934 †
- Paraparchites ellipticus Zalanyi, 1974 †
- Paraparchites erjugensis Gusseva, 1986 †
- Paraparchites fabuloides Wei, 1983 †
- Paraparchites grozdilovae Mandelstam, 1972 †
- Paraparchites guangdongensis Sun (Quan-Ying), 1984 †
- Paraparchites hubeiensis Sun (Quan-Ying), 1988 †
- Paraparchites kamajicus Gusseva, 1974 †
- Paraparchites kazanicus Gusseva, 1986 †
- Paraparchites lenticularis (Kummerow, 1924) Mansch, 1992 †
- Paraparchites longmenshanensis Wei, 1983 †
- Paraparchites manningensis Harris & Jobe, 1956 †
- Paraparchites miseri Sohn, 1972 †
- Paraparchites murchisoni Schmidt, 1939 †
- Paraparchites nudus Tkacheva, 1972 †
- Paraparchites obesus (Jones & Kirkby, 1886) Bassler & Kellett, 1934 †
- Paraparchites obtusus (Jones & Kirkby, 1886) Bassler & Kellett, 1934 †
- Paraparchites orbicularis Buschmina, 1970 †
- Paraparchites orbiculatus Chen, 1958 †
- Paraparchites ornatus Delo, 1930 †
- Paraparchites oskolensis Samoilova, 1962 †
- Paraparchites ovatus Cooper, 1941 †
- Paraparchites oviformis Coryell & Rogatz, 1932 †
- Paraparchites palopintoensis Coryell & Sample, 1932 †
- Paraparchites paratumorosus Gusseva, 1986 †
- Paraparchites parvulus Buschmina, 1970 †
- Paraparchites penetralis Gusseva, 1986 †
- Paraparchites pilensis Blaszyk & Natusiewicz, 1973 †
- Paraparchites plenus Shevtsov, 1964 †
- Paraparchites pomeraniensis Blaszyk & Natusiewicz, 1973 †
- Paraparchites porosus Kotschetkova, 1964 †
- Paraparchites praeunoculus Tkacheva, 1978 †
- Paraparchites primoroialis Sun (Quan-Ying), 1988 †
- Paraparchites punctatus Harris & Worrell, 1936 †
- Paraparchites qilianshanensis Shi, 1960 †
- Paraparchites reversus (Coryell & Rogatz, 1932) Kellett, 1936 †
- Paraparchites robustus Croneis & Gutke, 1939 †
- Paraparchites rudnoaltaicus Buschmina, 1987 †
- Paraparchites sabakajensis Kotschetkova, 1972 †
- Paraparchites semicircularis Cooper, 1946 †
- Paraparchites sichuanensis Wei, 1983 †
- Paraparchites simensis Gusseva, 1972 †
- Paraparchites socolicus Buschmina, 1970 †
- Paraparchites subcircularis Geis, 1932 †
- Paraparchites subdistortus Xie, 1989 †
- Paraparchites subquadratus Guan, 1978 †
- Paraparchites subrectus (Portlock, 1843) Bassler & Kellett, 1934 †
- Paraparchites subrotundus (Ulrich, 1891) Bassler & Kellett, 1934 †
- Paraparchites superbus (Jones & Kirkby, 1886) Latham, 1932 †
- Paraparchites sylvaeanus Gusseva, 1974 †
- Paraparchites symmetricus Kummerow, 1953 †
- Paraparchites tadzhicus Mikhailova, 1978 †
- Paraparchites texanus (Delo, 1930) Sohn, 1971 †
- Paraparchites tortschinensis Gurevich, 1972 †
- Paraparchites triangulatus Wilson, 1935 †
- Paraparchites tumorosus Gusseva, 1986 †
- Paraparchites valosus Kotschetkova, 1972 †
- Paraparchites ventriosus Tschigova, 1960 †
- Paraparchites verchotomica Buschmina, 1968 †
- Paraparchites verchovensis Martinova, 1960 †
- Paraparchites visnyoensis Zalanyi, 1974 †
- Paraparchites wrightianus (Jones & Kirkby, 1896) Bassler & Kellett, 1934 †
- Paraparchites xintanensis Sun (Quan-Ying), 1984 †
- Paraparchites youngianus (Jones & Kirkby, 1886) Latham, 1932